# Эббот, Фрэнсис Эллингвуд
Фрэ́нсис Э́ллингвуд Э́ббот (англ. Francis Ellingwood Abbot, 6 ноября 1836, Бостон — 23 октября 1903) — американский философ, богослов, сторонник использования научных методов в теологии. Выступал в защиту т. н. «свободной религии», отрицал догматизм в христианстве и опору на Священное Писание и символы веры.

## Биография
Уроженец Бостона. Окончил Гарвардский университет и Мидвиллскую теологическую семинарию. Всю жизнь поддерживал дружеские отношения с Чарльзом Сандерсом Пирсом. До 1868 служил пастором в унитарных церквях Довера и Толидо. Позднее полностью посвятил себя писательской и преподавательской деятельности. Среди его работ — «Научный теизм» (Scientific Theism) (1885) и «Выход из агностицизма» (The Way Out of Agnosticism) (1890).

## Смерть
Покончил с собой в 1903 году на кладбище в Беверли, штат Массачусетс, приняв снотворное на могиле жены в десятую годовщину её смерти.